# Big Creek (Californie)
Pour les articles homonymes, voir Big Creek.
Big Creek ( Big Creek Flats dans les années 1870; Manzanita Park en 1902; jusqu'en 1926, Cascada )  est une census-designated place  dans le comté de Fresno, en Californie, situé dans la Sierra Nevada sur la rive nord de Big Creek, un affluent de la rivière San Joaquin (en). Elle se trouve à une altitude de 1 519 m. Son dernier recensement était de 175 habitants. Le code postal est 93605 et la communauté est à l'intérieur de l'indicatif régional 559 .

## Histoire

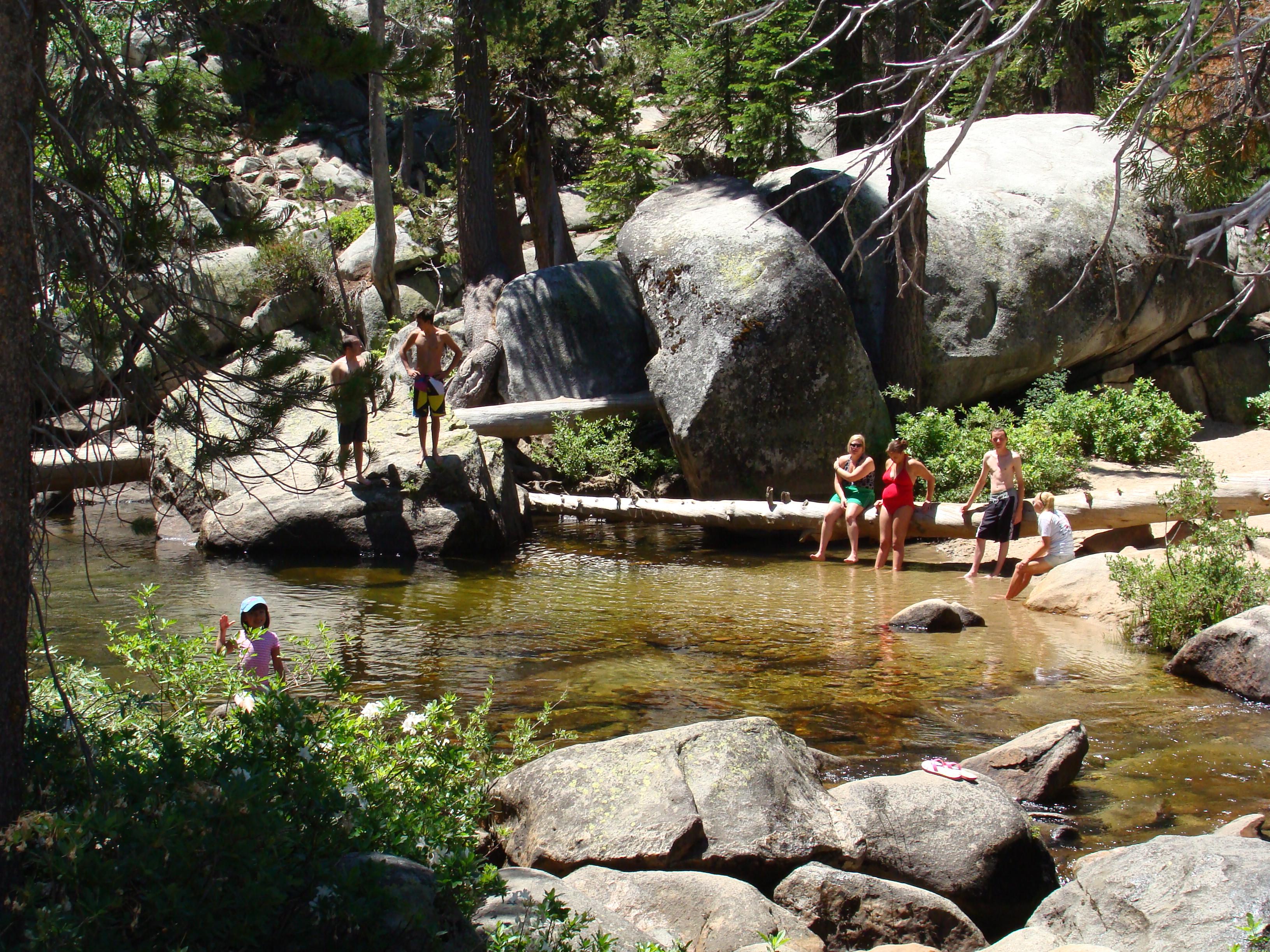
"Piscines indiennes" à Big Creek

Big Creek fut construite sur le site du premier barrage et de la première centrale électrique du Big Creek Hydroelectric Project de la Southern California Edison, l'un des plus vastes au monde. À part l'héliport privé appartenant à Southern California Edison, le seul moyen d'entrer ou de sortir de la ville est Big Creek Road, au large de la California State Route 168. Le barrage est traversé par une passerelle menant à la rive sud, mais l'accès est limité aux employés de SCE et aux résidents qui ont reçu une clé. Ses principales industries sont la production d'électricité et le tourisme . On y pratique le camping, les loisirs nautiques en été et le ski sur neige en hiver. Le lac Huntington est au nord-est et le lac Shaver au sud. China Peak n'est qu'à environ 9,3 milles. Bien que la seule école de Big Creek soit une école élémentaire, elle enseigne de la maternelle au la 8e grade.
Les conduites forcées des deux unités d'origine des Big Creek Power Houses One and Two, construites de 1912 à 1313, ont été achetées auprès des usines Krupp en Allemagne, car à cette époque, ce fabricant produisait des tuyaux en acier de la résistance à la traction nécessaire pour contenir l'eau à pression très élevée dévalant 460 mètres de dénivelé jusqu'à la  Power House One. Tous les tuyaux de conduite forcée d'après la Première Guerre mondiale ont été fabriqués aux États-Unis.
Le premier bureau de poste ouvrit à Big Creek en 1912.
La moitié des maisons de la ville ont été détruites par l'incendie Creek fire de 2020.

## Démographie
Le recensement des États-Unis de 2010  rapporté que Big Creek avait une population de 175 habitants. La densité de population était de 380,4 habitants par mile carré (146,9 / km 2 ). La composition raciale de Big Creek était de 158 (90,3%) blancs, 1 (0,6%) afro-américains, 1 (0,6%) amérindiens, 5 (2,9%) asiatiques, 0 (0,0%) insulaires du Pacifique, 3 (1,7%) d'autres races.
| 2000 | 2010 | - | - | - | - |
| ---- | ---- | - | - | - | - |
| 258  | 175  | - | - | - | - |